# کرونا (آلاباما)
کرونا (به انگلیسی: Corona) یک منطقهٔ مسکونی در ایالات متحده آمریکا است که در شهرستان واکر، آلاباما واقع شده‌است. کرونا ۹۹٫۰۶ متر بالاتر از سطح دریا قرار دارد.